# Mariene ecoregio Noordoostelijk Brazilië
De Mariene ecoregio Noordoostelijk Brazilië (75) (Engels: Northeastern Brazil marine ecoregion) is een biogeografische regio en ligt in het zuidwesten van de Atlantische Oceaan in de Mariene provincie Tropische Zuidwestelijke Atlantische Oceaan (14) in het Marien rijk Tropische Atlantische Oceaan. De mariene ecoregio is vastgesteld door het World Wide Fund for Nature en The Nature Conservancy en is vernoemd naar de Regio Noordoost.
In het noordwesten grenst het gebied aan de mariene ecoregio Amazonia (72), in het noordoosten aan de mariene ecoregio Fernando de Noronha en Atol das Rocas (74) en in het zuiden aan de mariene ecoregio Oostelijk Brazilië (76).

## Geografie
De mariene ecoregio ligt in het zuidwesten van de Atlantische Oceaan voor de oostkust van Brazilië. Het gebied strekt zich uit van de monding van de Igaraçu bij Parnaíba tot aan Lauro de Freitas, vlak voor de Allerheiligenbaai en omvat de kust van het meest oostelijke stuk vasteland van Brazilië.
Door het gebied stromen de Braziliëstroom en de Noord-Braziliëstroom.

## Biogeografie
Het gebied kent zeeleven dat houdt van tropische temperaturen.